# Чешмеджі Білял Мамут
Білял Мамут Чешмеджі (крим. Bilâl Mamut Çeşmeci; Таврійська губернія, 1899 — 17 квітня 1938, Сімферополь) — кримськотатарський освітянин і державний діяч. У 1920-х роках — завідувач Сімферопольського рабфаку. У 1928—1934 роках — нарком охорони здоров'я Кримської АРСР. У 1934—1938 роках — керівник Кримдержвидаву. Заарештований у «справі Самедінова».

## Життєпис
Закінчив Академію комуністичного виховання ім. Н. К. Крупської.
Працював завідувачем Сімферопольського робітфаку у 1920-х роках.
У зв'язку зі «справою Велі Ібраїмова», в органах підпорядкованих Наркомпросу Кримської АРСР почалися «чистки», було створено комісію Кримського ЦВК з перевірки діяльності керівників закладів освіти, в результаті якої Чешмеджі було звільнено.
У 1928—1934 роках працював наркомом охорони здоров'я Кримської АРСР. Брав участь у підготовчих заходах для відкриття Кримського медичного інституту.
У 1934—1938 роках керував Кримдержвидавом, де під його керівництвом видавалися підручники, що містили епос «Чора-батир», «Едіге», «Кер-огли».
Звинувачений у письмовому зв'язку з дочкою Ісмаїла Ґаспринського Айше, яка мешкає у Стамбулі. Його було заарештовано 1937 року. Цього ж року як член сім'ї зрадника Батьківщини була заарештована його дружина Зера Чешмеджі (реабілітовано 1957 року).
Розстріляний 17 квітня 1938 року в Сімферополі.